# Битва за Пекин-Тяньцзинь
Битва за Пекин-Тяньцзинь или Битва за Бэйпин-Тяньцзинь (кит. трад. 平津作戰, упр. 平津作战, пиньинь Píng Jīn Zùozhàn, палл. Пин-Цзинь цзочжань), также Пекин-Тяньцзиньская операция и Северокитайский инцидент (яп. 北支事変 Хокуси дзикэн) — ряд боёв в начале японо-китайской войны (1937-1945), проходивших 25 — 31 июля 1937 года. 

## Военно-стратегическая ситуация
Во время инцидента на Лугоуцяо 8 июля 1937 года японская Гарнизонная армия в Китае атаковала город-крепость Ваньпин после того, как был отвергнут ультиматум с требованием позволить японским войскам войти в город для поиска пропавшего солдата. Ваньпин, находящийся возле моста Лугоу, стоял на основной железнодорожной линии, ведущей на запад от Бэйпина, и имел стратегическую важность. До июля 1937 года японцы неоднократно требовали вывода оттуда китайских войск.
Китайский генерал Сун Чжэюань приказал своим войскам удерживать занимаемые позиции, и попытался предотвратить войну с помощью переговоров.
9 июля японцы согласились на прекращение огня и перемирие, одним из условий которого была замена 37-й дивизии, «продемонстрировавшей ненависть к японцам», на другую дивизию китайской 29-й полевой армии. Китайцы в тот же день согласились на эти условия. Однако начиная с полуночи 9 июля начало возрастать количество нарушений японцами прекращения огня, а японские подкрепления продолжали прибывать. Генерал-лейтенант Канъитиро Тасиро, командовавший Гарнизонной армией в Китае, заболел и умер 12 июля, и на его пост был назначен генерал-лейтенант Киёси Кацуки.

## Дипломатические манёвры
Тем временем в Токио гражданское правительство премьер-министра Коноэ собралось 8 июля на экстренное заседание, и решило попытаться разрешить ситуацию дипломатическим путём. Однако армейский генеральный штаб решил перебросить в качестве подкреплений пехотную дивизию из Корейской армии, двух отдельных бригад из Квантунской армии и авиационный полк. Даже когда было сообщено, что 18 июля было достигнуто соглашение с генералом Сун Чжэюанем, который командовал 29-й армией и был главой Хэбэйско-Чахарского политического совета, японская армия продолжила перебрасывать подкрепления, утверждая, что китайскому правительству нельзя доверять. Этому воспротивился генерал Кандзи Исивара, который полагал, что ненужная эскалация конфликта с Китаем создаст угрозу японскому положению в Маньчжоу-го с точки зрения противостояния СССР. По настоянию Исивары переброска подкреплений была приостановлена, в то время как Коноэ использовал свои личные контакты с японскими знакомыми Сунь Ятсена, чтобы установить прямые взаимоотношения с гоминьдановским Центральным правительством в Нанкине. Эта тайная дипломатия провалилась, когда японские военные 23 июля задержали эмиссара Коноэ, и переброска подкреплений возобновилась с 29 июля.
Неделю спустя японский командующий сообщил, что в условиях отсутствия демонстрации признаков улучшения ситуации он решил использовать силу чтобы «наказать» китайскую 29-ю полевую армию, и запросил согласия у Токио. Тем временем был отдан приказ о мобилизации ещё четырёх пехотных дивизий.

## Ланфанский инцидент
Несмотря на формальное перемирие продолжались многочисленные нарушения соглашения о прекращении огня, включая артиллерийский обстрел Ваньпина 14 июля.
25 июля прибыли японские подкрепления — 20-я дивизия — и бои возобновились. Первым случаем стала стычка между китайской и японской ротами возле Ланфана — города на железной дороге, соединяющей Бэйпин и Тяньцзинь. Второй бой произошёл 26 июля, когда японская бригада попыталась прорваться сквозь бэйпинские ворота Гуанхуамэнь чтобы «защитить лиц японской национальности». В тот же день японские самолёты бомбили Ланфан.
Японцы предъявили генералу Сун Чжэюаню ультиматум, потребовав от него в течение 24 часов отвести все китайские войска из пригородов Бэйпина на западный берег реки Юндинхэ. Сун отказался, приказал своим войскам приготовиться к бою и запросил у центрального правительства крупных подкреплений, в чём ему было отказано.
27 июля, когда японцы осадили китайские части в Тунчжоу, один китайский батальон прорвался в Наньюань. Японские самолёты бомбили китайские войска вокруг Бэйпина и провели разведку Кайфэна, Чжэнчжоу и Лояна.
28 июля 20-я дивизия японцев и три отдельных смешанных бригады начали наступление на Бэйпин с поддержкой авиации. Основная атака была направлена на Наньюань, вспомогательная — на Бэйюань. Завязались тяжёлые бои, заместитель командующего 29-й полевой армией генерал Тун Линьгэ и командир 132-й дивизии генерал Чжао Дэнъюй были убиты, китайские войска понесли крупные потери. Однако бригада китайской 38-й дивизии под командованием генерала Лю Чэньсаня отбросила японцев от Ланфана, а китайский 53-й корпус с частью 37-й дивизии отбили железнодорожную станцию Фэнтай.
Однако это был лишь временный успех. Ночью генерал Сун Чжэюань пришёл к выводу о бесперспективности дальнейших боёв, и отвёл основные силы китайской 29-й полевой армии за реку Юндин. Генерал-майор Чжан Цзычжун прибыл из Тяньцзиня в Бэйпин, чтобы возглавить провинции Хэбэй и Чахар, но у него не было войск. 29-я новая отдельная бригада генерала Лю Жучжэня была оставлена в Пекине для поддержания порядка.

## Мятеж в Тунчжоу
29 июля Восточно-Хэбэйская армия китайских коллаборационистов подняла мятеж в Тунчжоу, убив японских советников и гражданских лиц.

## Падение Тяньцзиня
Тем временем на побережье на рассвете 29 июля японская 5-я дивизия и японский флот по отдельности атаковали Тяньцзинь и порт в Тангу, которые защищали части китайской 38-й дивизии и добровольцы под командованием Лю Вэньтяня. Бригада генерала Хуан Вэйкана храбро защищала форты Дагу и атаковала близлежащий японский аэродром, уничтожив много самолётов. Однако с подходом японских подкреплений их положение стало безнадёжным, и ночью 30 июля генерал Чжан Цзычжун приказал отступать на Мачан и Янлюцзин к югу от Тяньцзиня, оставив город и порт японцам.

## Падение Бэйпина
28 июля Чан Кайши приказал Сун Чжэюаню отойти в Баодин. 4 августа остававшаяся бригада Лю Жучжэня отступила в Чахар. Изолированный Бэйпин был без сопротивления занят японскими частями 8 августа 1937 года. 18 августа генерал Масакадзу Кавабэ торжественно вступил в город и развесил в важных местах прокламации, объявляющие о том, что он является новым военным губернатором города.

## Результаты
С падением Бэйпина и Тяньцзиня Великая Китайская равнина оказалась беззащитной, и японцы оккупировали её к концу года. Китайская НРА постоянно отступала вплоть до сражения при Тайэрчжуане.